# Harrestedgård
Harrestedgård er et gammelt gods. Godset ligger i Hyllinge Sogn i Næstved Kommune. Den ældste del af hovedbygning er fra 1325. Tilbygget i 1840.
Harrestedgård Gods er på 189,8 hektar.

## Ejere af Harrestedgård
- (1325-1344) Karl Nielsen Rani
- (1344-1350) Ingerd Karlsdatter Rani gift Grubbe
- (1350-1355) Asser Grubbe
- (1355-1387) Iver Markmand
- (1387-1406) Henrik Iversen Markmand
- (1406-1426) Iver Henriksen Markmand
- (1426-1456) Karl Iversen Markmand
- (1456-1485) Evert Karlsen Markmand
- (1485-1500) Jørgen Evertsen Markmand
- (1500-1525) Jørgen Parsberg / Tønne Parsberg
- (1525-1535) Tønne Parsberg
- (1535-1567) Verner Tønnesen Parsberg
- (1567-1575) Tønne Vernersen Parsberg
- (1575-1592) Niels Vernersen Parsberg
- (1592-1634) Frederik Nielsen Parsberg
- (1634-1637) Niels Lykke
- (1637-1638) Kronen
- (1638-1644) Jørgen Vind
- (1644-1674) Holger Jørgensen Vind / Hans Jørgensen Vind / Christian Jørgensen Vind
- (1674-1683) Holger Jørgensen Vind
- (1683-1702) Frederik Holgersen Vind
- (1702-1723) Vilhelm Carl Vind
- (1723-1758) Carl Adolph von Plessen
- (1758-1763) Frederik Christian von Plessen
- (1763-1771) Det Plessenske Fideicommis
- (1771-1801) Christian Ludvig Scheel-Plessen
- (1801-1819) Mogens Scheel-Plessen
- (1819-1853) Mogens Joachim greve Scheel-Plessen
- (1853-1898) Carl Theodor August Scheel-Plessen
- (1898-1924) Gustav Frederik Hugo baron von Plessen
- (1924-1925) Gustav Frederik Hugo baron von Plessens dødsbo
- (1925-1946) Johann Ludvig Hugo Camillo Edgar Alexander baron von Plessen
- (1946-1948) Konfiskeredes godset af den danske stat
- (1948-1980) Ove Christian Riisberg
- (1980-2002) Lars Foghsgaard
- (2002-2012) J. A. H. J. A/S v/a Jannik Hartvig Jensen
- (2012-) Vincens baron Lerche